# Флоріан Маєр (арбітр)
Флоріа́н Ма́єр (нім. Florian Meyer; нар. 21 листопада 1968 року, Брауншвейг, Німеччина) — німецький футбольний арбітр.

## Кар'єра
З 1996 року співпрацює з Футбольним союзом Німеччини, з 2002 — арбітр ФІФА. У фіналі Ліги чемпіонів 2006—2007 був резервним арбітром .